# Ungár Anna
Ungár Anna (Budapest, 1981. június 3. –) jogász, a Budapesti Ingatlan Hasznosítási és Fejlesztési (BIF) Nyrt. igazgatótanácsi elnöke és résztulajdonosa; a Pió-21 Kft. társtulajdonosa; lakberendező és belsőépítész; Schmidt Mária lánya, Ungár Péter nővére. 2021-ben, a Forbes Magyarország a legnagyobb magyar családi cégek listáján, 70,3 milliárd forintos becsült cégértékkel, a tizedik helyre rangsorolta családját. Szintén a Forbes Magyarország, a legbefolyásosabb magyar nők 2022-es listáján a 13. helyen végzett.

## Életútja
Középiskolai tanulmányait követően a Pázmány Péter Katolikus Egyetem Jog- és Államtudományi Karán jogászként végzett.
Édesapja, Ungár András szociológus lett a Budapesti Ingatlan Hasznosítási és Fejlesztési (BIF) Rt. 1997-es privatizációját követően annak egyik menedzsertulajdonosa. 2006-ban édesapja váratlan halálát követően annak 25 százalékos tulajdonrészét édesanyja, Schmidt Mária és ő, valamint öccse vitték tovább. Családi cégükön, a Pió 21-en keresztül Ungár Anna lett a cég vezetője.
A 2016. áprilisi 1-jei közgyűlésen a társtulajdonosok, Spéder Zoltán és Nobilis Kristóf visszahívták az igazgatóságból. Ezt követően a 2016. augusztus 26-ra összehívott rendkívüli BIF-közgyűlésen leváltották Nobilist, valamint több, hozzá köthető embert is a cégvezetésből, az új igazgatótanácsba pedig csak a Schmidt család által delegáltakat választották be, köztük a pár hónappal korábban leváltott Ungár Annát, valamint férjét, Berecz Kristófot. Újra Ungár Anna lett az igazgatótanács elnöke, míg férje, Berecz Kristóf az alelnök. A PIó-21 Kft. ügyvezetője szintén Ungár Anna lett. 2018. december 1-jével Berecz Kristófot nevezték ki immáron a Budapesti Ingatlan Hasznosítási és Fejlesztési Nyrt. (BIF) vezérigazgatójává is.
A tulajdonviszonyoknak megfelelően 2019-ben a BIF csaknem 2,6 milliárd forintos osztalékából több mint 1,6 milliárd forintot Pió-21 Kft. részére fizettek ki, mely kétharmada anyjáé, neki, öccsével pedig egyhatod-egyhatod tulajdonrésze van. Vagyis az 1,6 milliárd forint osztalékból  276 millió járt Ungár Annának,1,1 milliárd forint járt Schmidt Máriának,  és 276 millió Ungár Péternek.
Tudatosan nem vállal közszerepléseket, amit az üzleti életben nem tart különösnek. Ugyanakkor az általa vezetett cég iránti befektetői bizalmat a személyével igyekszik erősíteni.

## Egyéb tevékenység
Az üzletasszonyi tevékenységét kiegészíti a lakberendezés és a belsőépítészet. Ungar Style Hungary cége különleges lakásbelsők kialakítását, kertek udvarok tervezését és díszítését kínálja.
„Tapírkáék az első zében” címmel írt egy gyermekkönyvet is.